# Little River Ferry Terminal
Das Little River Ferry Terminal ist ein Fährhafen auf der Insel Vancouver Island in der kanadischen Provinz British Columbia. Er liegt an der Straße von Georgia, im Norden der Stadt Comox im Comox Valley Regional District. Der Tidenhub beträgt hier im Regelfall zwischen 1 und 5 Meter.
BC Ferries (ausgeschrieben British Columbia Ferry Services Inc.), als der Hauptbetreiber der Fährverbindungen an der Westküste von British Columbia, betreibt von hier aus eine Route.

## Routen
Von hier werden folgende Ziele angelaufen:
- nach Powell River via Westview

## Verkehrsanbindung
Das Fährterminal ist an den öffentlichen Personennahverkehr durch das „Comox Valley Regional Transit System“ angebunden, welches von BC Transit in Kooperation betrieben wird. Das „Comox Valley Regional Transit System“ verbindet das Terminal unter anderem mit Comox, Cumberland und Courtenay sowie dem Buckley Bay Ferry Terminal.